# حكومة جميل مردم بك الثالثة
الحكومة السورية التي تشكلت في 6 أكتوبر 1947، هي الحكومة السادسة والثلاثين في تاريخ سوريا الحديث، والحادية والعشرون في عهد الجمهورية السورية الأولى، والسابعة في عهد شكري القوتلي، ترأسها جميل مردم لتكون ثالث حكوماته بنتيجة انتخابات 1947، وقد تشكلت من حزب الشعب بشكل أساسي، مع مستقلين ووطنيين. عرفت باسم «حكومة النكبة» لأنها عاصرت حرب 1948، وكان جميل مردم قد صرّح بأن الحرب ستكون قصيرة «يعلّم فيها العرب اليهود درسًا لن ينسوه»، وإلى جانب فتح باب التطوع في الجيش، وتمرير موزانة استثنائية للجيش في البرلمان، وتنظيم مؤتمر دمشق في 11 مايو 1948 للقادة العرب للتباحث حول قضية فلسطين، فإن أبرز أعمال الحكومة كان تعديل الدستور للسماح لشكري القوتلي الترشح لولاية ثانية، وهو ما تمّ يوم 18 أبريل 1948، حين انتخب القوتلي لولاية ثانية بتعديل دستوري. استقالت الحكومة، بموجب الدستور، بعد قسم الرئيس القوتلي لولاية ثانية في 23 أغسطس 1948، وهي أول حكومة لم تشمل مسيحيين في تاريخ سوريا الحديث.

## تشكيلة الحكومة
| الوزير        | الوزارة                                                            |
| ------------- | ------------------------------------------------------------------ |
| جميل مردم     | رئيس الوزراء، وزير الخارجية، وزير الدفاع الوطني (منذ 23 مايو 1948) |
| سعيد الغزي    | وزير الاقتصاد الوطني                                               |
| أحمد الشرباتي | وزير الدفاع الوطني (حتى 23 مايو 1948)                              |
| محسن البرازي  | وزير الداخلية، وزير الصحة                                          |
| أحمد الرفاعي  | وزير الأشغال العامة، وزير العدل                                    |
| وهبي الحريري  | وزير المالية                                                       |
| منير العجلاني | وزير المعارف                                                       |

| الترتيب | المنصب               | الصورة       | شاغل المنصب    | الحزب | الحزب        | في المنصب من       | في المنصب حتى | ملاحظات |
| ------- | -------------------- | ------------ | -------------- | ----- | ------------ | ------------------ | ------------- | ------- |
| –       | رئيس الوزراء         |              | جميل مردم بك   |       |              | 6 تشرين الأول 1947 | 19 آب 1948    |         |
|         | الخارجية             |              | جميل مردم بك   |       |              |                    |               |         |
|         | الدفاع الوطني        |              | أحمد الشراباتي |       |              |                    | 23 أيار 1948  | [ 2 ]   |
|         | الدفاع الوطني        | جميل مردم بك |                |       | 23 أيار 1948 |                    | [ 2 ]         |         |
|         | الاقتصاد الوطني      |              | سعيد الغزي     |       |              |                    |               |         |
|         | الداخلية             |              | محسن البرازي   |       |              |                    |               |         |
|         | الصحة والإسعاف العام |              | محسن البرازي   |       |              |                    |               |         |
|         | العدلية              |              | أحمد الرفاعي   |       |              |                    |               |         |
|         | الأشغال العامة       |              | أحمد الرفاعي   |       |              |                    |               |         |
|         | المالية              |              | وهبي الحريري   |       |              |                    |               |         |
|         | المعارف              |              | منير العجلاني  |       |              |                    |               |         |

## الملاحظات
1. ↑  فراغ الحقل لا يعني بالضرورة أن شاغل المنصب مستقل سياسياً أو غير حزبي، ولكن بسبب عدم توفر المعلومات أو المصادر.